# Marco Reus
Marco Reus (* 31. května 1989, Dortmund) je německý fotbalista, který hraje za americký klub Los Angeles Galaxy. Hraje převážně na pozici středního ofenzivního nebo krajního záložníka. Reus je známý svou všestranností, rychlostí a technikou.
Účastník Mistrovství Evropy 2012 v Polsku a na Ukrajině. Jeho fotbalovým vzorem je český středopolař Tomáš Rosický.

## Klubová kariéra
Jeho kariéra začala v dortmundském klubu Post SV Dortmund, odkud přešel v roce 1996 do mládežnických kategorií Borussie Dortmund. V profesionálním fotbalu vynikl až v dresu bundesligové Borussie Mönchengladbach. V létě 2012 se vrátil do Borussie Dortmund, která využila výstupní klauzule v jeho smlouvě.

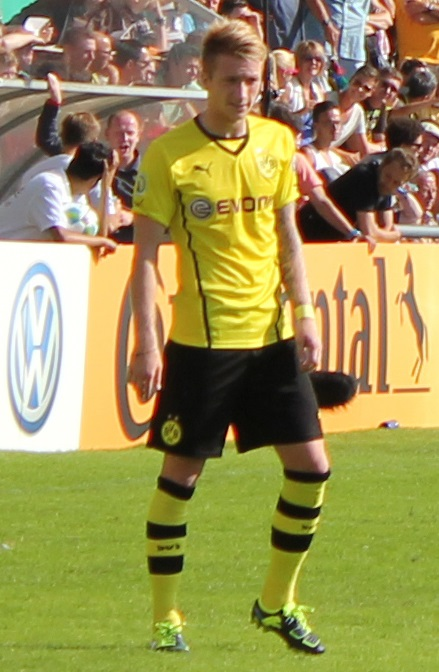
Marco Reus v dresu Borussie Dortmund

### Borussia Dortmund
Ve 22. kole bundesligové sezóny 2012/13 zaznamenal hattrick na domácím hřišti proti hostujícímu Eintrachtu Frankfurt, když skóroval v 8., 10. a 65. minutě. Zápas Reus rozhodl, skončil vítězstvím Borussie 3:0. Ve 30. bundesligovém kole 20. dubna 2013 vsítil jednu branku (už v 1. minutě utkání) a pomohl k vítězství 2:0 nad 1. FSV Mainz 05. 11. května 2013 ve 33. kole přispěl dvěma góly k remíze 3:3 s Wolfsburgem.
V základní skupině D Lize mistrů 2012/13 („skupina smrti“ – nejtěžší skupina tohoto ročníku LM) zařídil svým gólem remízu 1:1 3. října 2012 s Manchesterem City. 6. listopadu přispěl jednou brankou k remíze 2:2 s Realem Madrid a jeden gól přidal i 21. listopadu proti domácímu Ajaxu (výhra 4:1). Trefil se v infarktovém odvetném zápase 9. dubna 2013 proti španělské Málaze, kde Dortmund otočil zápas dvěma brankami v nastaveném čase. V prvním zápase Borussie v semifinále 24. dubna 2013 proti Realu Madrid předvedl stejně jako jeho spoluhráči precizní výkon (ačkoli tentokrát gól nevstřelil), Borussia zvítězila 4:1 a vytvořila si dobrou pozici do odvety. S Dortmundem se představil 25. května 2013 ve Wembley ve finále Ligy mistrů 2012/13 proti rivalovi Bayernu Mnichov, Borussia však nejprestižnější evropský pohár nezískala, podlehla Bayernu 1:2. Reus nastoupil v základní sestavě.
27. července 2013 na začátku sezóny 2013/14 v utkání DFL-Supercupu (německý fotbalový Superpohár) vstřelil dva góly Bayernu Mnichov na domácím stadionu Signal Iduna Park, Borussia vyhrála 4:2 a získala trofej. 14. září 2013 se podílel jednou brankou na kanonádě 6:2 proti Hamburku. 1. listopadu 2013 vstřelil gól v bundesligovém zápase proti VfB Stuttgart (konečné skóre 6:1).
V domácí odvetě čtvrtfinále Ligy mistrů 2013/14 8. dubna 2014 proti Realu Madrid vstřelil dva góly a zařídil tak výhru 2:0, nicméně na postup do semifinále soutěže to nestačilo, neboť Borussia podlehla v prvním utkání soupeři 0:3.
Poprvé v soutěžním zápase se představil coby kapitán Borussie Dortmund 24. srpna 2014 v prvním ligovém kole sezony 2014/15 proti Bayeru Leverkusen. Borussia Dortmund prohrála 0:2. Následně odehrál druhou polovinu benefičního přátelského utkání proti SV Waldhof Mannheim, kde vstřelil svůj první gól s kapitánskou páskou. Borussia Dortmund vyhrála 4:0.
16. prosince 2016 v zápase Borussie Dortmund proti Hoffenheimu dostal ve 41. minutě za stavu 2:1 pro Hoffenheim svoji první červenou kartu.
V roce 2017 se spekulovalo o odchodu Reuse do FC Barcelona.
V derby proti Schalke 21. února 2021 nastoupil do svého 300. utkání v Bundeslize a pomohl vyhrát 4:0 nad rivalem z Gelsenkirchenu.

## Reprezentační kariéra
11. srpna 2009 debutoval v německé fotbalové reprezentaci do 21 let v zápase proti Turecku.
Byl to jeden ze dvou zápasů, které za německou „jedenadvacítku“ odehrál.

### A-mužstvo
V A-mužstvu nastoupil poprvé 7. října 2011 v kvalifikačním utkání na Euro 2012 proti domácímu Turecku, šel na hřiště na několik posledních minut (Německo vyhrálo 3:1). Svůj první gól v seniorské reprezentaci dal během přípravného utkání Švýcarsko-Německo 26. května 2012 v Basileji (5:3 pro Švýcarsko).
12. října 2012 vstřelil dva góly v kvalifikačním zápase na MS 2014 v Brazílii proti domácímu Irsku, Německo vyhrálo jednoznačně 6:1. V tomtéž kvalifikačním cyklu vsítil 26. března 2013 dva góly i proti hostujícímu Kazachstánu, Německo zvítězilo opět přesvědčivě 4:1. Joachim Löw jej zařadil do nominace pro Mistrovství světa ve fotbale 2014 v Brazílii, ale Reus se v posledním přípravném zápase před světovým šampionátem 7. června 2014 proti Arménii (výhra 6:1) zranil – pochroumal si kotník a v kádru jej nahradil Shkodran Mustafi, ačkoli ten jako obránce nebyl přímou náhradou. Trenér Löw se však rozhodl posílit obranu týmu, neboť v ofenzivě spatřoval velkou kvalitu i bez Reuse.

## Úspěchy

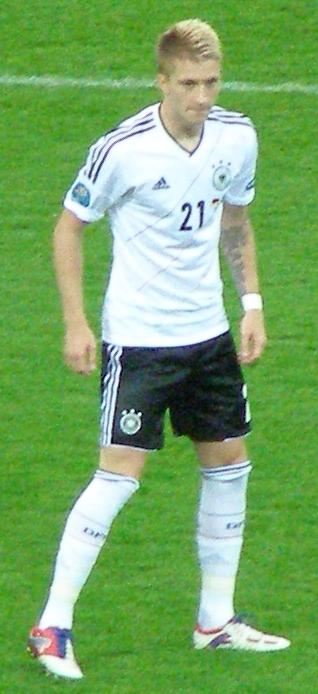
Marco Reus v dresu německé reprezentace.

### Reprezentační
- 1× účast na Mistrovství Evropy (2012 – 3. místo)

### Individuální
- Německý fotbalista roku – 2012,[24] 2019[25]
- nejlepší hráč sezóny 2013/14 1. Bundesligy dle hlasování fotbalistů v anketě magazínu Kicker[26]
- Tým roku podle UEFA – 2013[27]
- Tým sezóny Bundesligy podle kickeru – 2018/19[28]
- Nejlepší jedenáctka podle ESM – 2018/19[29]

## Mimo hřiště
Reus řídil od září 2011 do března 2014 několikrát automobil, aniž by vlastnil řidičský průkaz. Prokurátor jej potrestal pokutou 540 000 eur.
Reus se stal vítězem globálního hlasování a objevil se na obalu počítačové hry FIFA 17 od EA Sports (Electronic Arts).